# Programa Prospera
Prospera fue un programa federal mexicano con el fin de apoyar a la población en pobreza extrema con apoyos en educación, salud, nutrición e ingresos; participaron la Secretaría de Educación Pública, la Secretaría de Salud, el Instituto Mexicano del Seguro Social, la Secretaría de Desarrollo Social, y los gobiernos estatales y municipales. Tuvo los nombres Solidaridad (1988 a 1997), Progresa (1997 a 2002) y Oportunidades (2002 a 2014). Beneficia a 6.1 millones de familias sumando 25 millones en sus registros. En su nueva etapa tiene como objetivo además de la asistencia social directa, promover la autonomía económica de sus empadronados mediante la producción de empleos e inclusión productiva de las mujeres. En tanto el programa ha sido señalado por algunos organismos como el Banco Mundial y el Banco Inter-Americano de Desarrollo (BID) como vanguardista y ha sido replicado en otros países, a pesar de que expertos han indicado que el programa ha fallado en los objetivos planteados en México. Desde el Consejo Nacional de Evaluación de la Política de Desarrollo Social y Medición de la Pobreza (CONEVAL) se ha considerado al programa como altamente prioritario para la disminución de la pobreza extrema, tanto en la dimensión de bienestar económico como en la atención de las carencias por rezago educativo y acceso a la alimentación. 

## Estadísticas
Los hogares beneficiados en 2000 era de 2 560 000 familias y para 2002 subió a 4 240 000. En 2007 cubría a 5 827 318, abarcando zonas urbanas y rurales. Al cierre de 2014, 6.129.125 hogares recibían apoyos del programa.

## Críticas al programa
El programa ha sido criticado debido a su inefectividad en la reducción de la pobreza, su principal objetivo.